# Stymulacja porodu
Stymulacja porodu – metoda indukcji porodu polegająca na farmakologicznym nasileniu czynności skurczowej macicy w sytuacji, gdy własna czynność skurczowa nie powoduje właściwego postępu porodu.
Wedle Polskiego Towarzystwa Ginekologicznego zalecanym postępowaniem jest stosowanie wlewu dożylnego roztworu oksytocyny, podawanego za pomocą pompy infuzyjnej. U pacjentki przed jego rozpoczęciem wykonuje się zapis kardiotokograficzny, który następnie kontynuowany jest w sposób ciągły do pojawienia się regularnej, efektywnej czynności skurczowej macicy. Służy on monitorowaniu czynności serca płodu, a także aktywności skurczowej macicy. Stosowanie oksytocyny pozwala skrócić średni czas trwania porodu o ok. 3 godziny.
Przeciwwskazania dla podania oksytocyny to m.in. dysproporcja płodowo-miednicza, a także wszelkie pozostałe przeciwwskazania dla porodu naturalnego. Podanie oksytocyny statystycznie zwiększa ryzyko zakończenia porodu cesarskim cięciem ze względu na większe ryzyko wystąpienia zamartwicy wewnątrzmacicznej, jednocześnie ogranicza liczbę przypadków operacyjnego zakończenia porodu ze względu na zatrzymanie akcji porodowej. Najczęściej występującym działaniem ubocznym oksytocyny jest możliwość hiperstymulacji płodu, co może prowadzić do hipoksji, a w skrajnych przypadkach – do skurczu tężcowego.
5 jednostek oksytocyny rozpuszczonych w 500 ml roztworu Ringera lub płynu fizjologicznego podaje się w dawce od 1 do 6mIU na minutę, przy dawce maksymalnej 25mIU na minutę. Podanie zaczyna się od minimalnej dawki 1mIU/minutę i zwiększa się ją stopniowo co 20 do 40 minut.
Po rozpoczęciu porodu aktywnego nie ma potrzeby kontynuowania stymulacji porodu.